# Térségi integrált szakképző központ
A térségi integrált szakképző központ (TISZK) szakképző iskolák, esetleg felsőfokú szakképzést folytató felsőoktatási intézmények társulása szakképzési feladatok összehangoltan történő ellátására.

## Létrehozásának célja
A szakképzésről szóló törvény a térségi integrált szakképző központot szervezési megoldásként szabályozza, amelynek célja és lényege a szakképzés jelenleginél hatékonyabb formában történő megszervezése, annak garantálása, hogy bármilyen, a törvényekből levezethető megoldást választhatnak az intézményfenntartók. Legtöbb megoldás elfogadható, amelyek azonos értékűek, egyenrangúak. A törvénymódosítás következtében az új megoldások megfelelnek a térségi integrált szakképző központ új típusú szervezési elvének.
Ebből következik, hogy a szakképző iskola fenntartója bármelyik megoldás választásával megkapja a lehetőséget ahhoz, hogy hozzáférjen azokhoz a külön forrásokhoz, amelyek az éves költségvetésről szóló törvényben meghatározott normatívák és támogatások mellett nyújtanak segítséget a szakképzésben részt vevő iskolák fejlesztéséhez.

## Története
A szakképzésről szóló 2011. évi CLXXXVII. törvény hozta létre ezt az intézménytípust. A törvényt a TISZK vonatkozásában is módosította a 2013. évi LXV. törvény.